# Pleurodema kriegi
Pleurodema kriegi är en groddjursart som först beskrevs av Müller 1926.  Pleurodema kriegi ingår i släktet Pleurodema och familjen Leiuperidae. IUCN kategoriserar arten globalt som nära hotad. Inga underarter finns listade i Catalogue of Life.